# Margherita Oggero

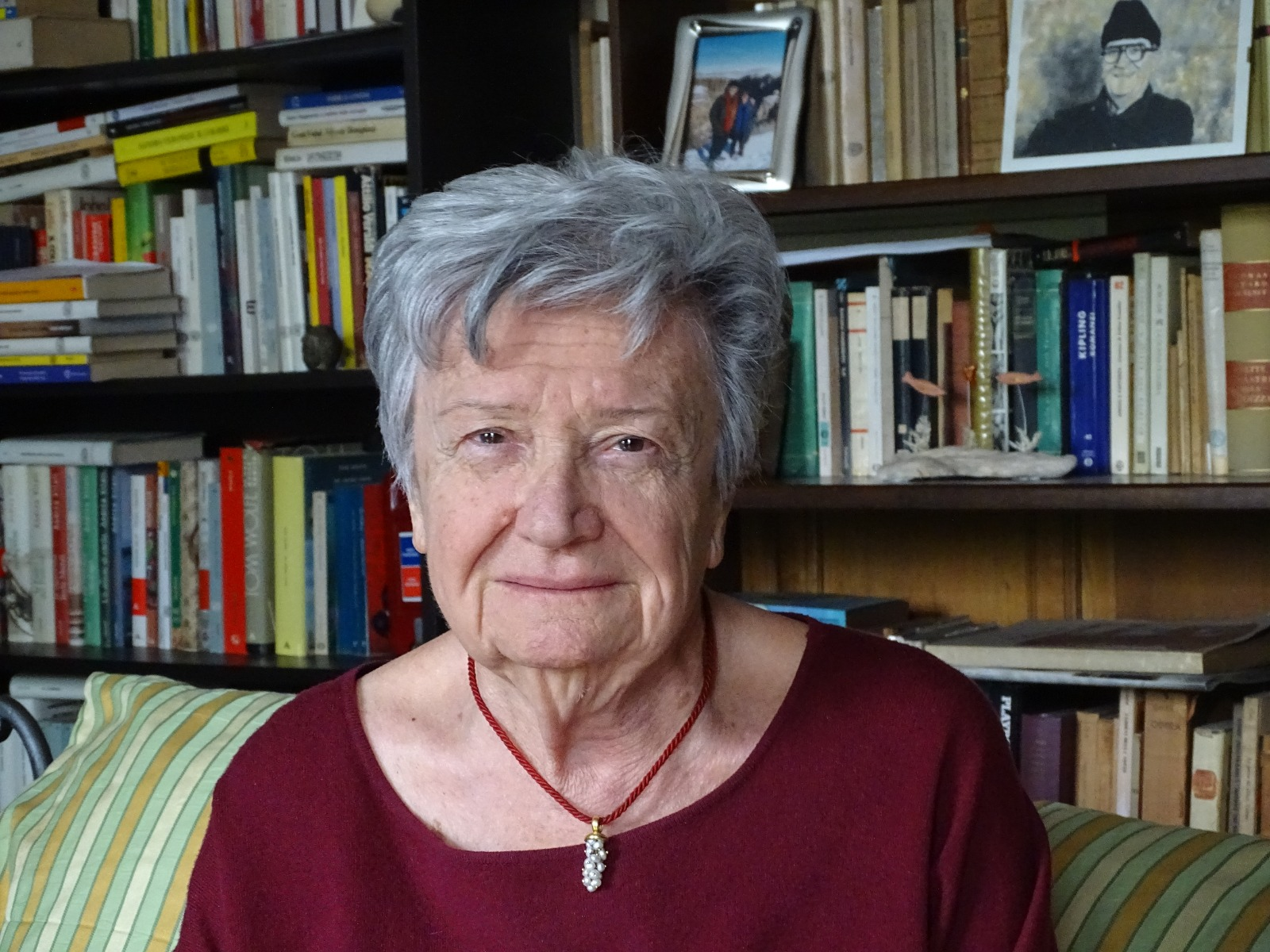
Margherita Oggero

Margherita Oggero (Torino, 22 marzo 1940) è una scrittrice italiana.

## Biografia
Margherita Oggero è nata e vive a Torino. Ha svolto l'attività di insegnante nei più svariati tipi di scuole e in seguito si è dedicata a scrivere a tempo pieno.
Il suo primo romanzo, pubblicato da Arnoldo Mondadori Editore nel 2002, è stato La collega tatuata (da cui è stato tratto nel 2004 il film Se devo essere sincera, di Davide Ferrario, con Luciana Littizzetto).
Tra le altre sue opere i romanzi pubblicati con Mondadori Una piccola bestia ferita (2003), L’amica americana (2005), Qualcosa da tenere per sé (2007), che hanno ispirato la fortunata serie televisiva della Rai Provaci ancora prof,  con Veronica Pivetti come protagonista. 
Ancora per Mondadori ha pubblicato, tra gli altri, L’ora di pietra (2011), La ragazza di fronte (2015, premio Bancarella 2016) e La vita è un cicles (2018).
Con Einaudi ha pubblicato Così parlò il nano da giardino (2006), Il compito di un gatto di strada (2009), Non fa niente (2017, vincitore del Premio Maria Teresa Di Lascia) e Il gioco delle ultime volte (2021).
Il suo ultimo romanzo è Brava Gente (2023), pubblicato con HarperCollins.
Collabora con La Stampa e la Repubblica.

## Opere
- La collega tatuata, Milano, ed. Mondadori, 2002;
- Una piccola bestia ferita, Milano, ed. Mondadori, 2003;
- L'amica americana, Milano, ed. Mondadori, 2005;
- Così parlò il nano da giardino, Torino, Einaudi, 2006;
- Storie di donne, Milano, Mondadori, 2006;
- Qualcosa da tenere per sé, Milano, ed. Mondadori, 2007;
- Torino, l'ora blu, racconto fotografico di Mauro Raffini, testo di Margherita Oggero, Gribaudo, 2007;
- Il rosso attira lo sguardo: quattro anni di relazioni pericolose, Milano, ed. Mondadori, 2008;
- Orgoglio di classe, piccolo manuale di autostima per la scuola italiana e chi la frequenta, Milano, Mondadori, 2008;
- Il compito di un gatto di strada, Torino, Einaudi, 2009;
- Risveglio a Parigi, Milano, ed. Mondadori, 2009;
- L'amico di Mizù, disegni di Petra Probst, Torino, Notes, 2011;
- L'ora di pietra, Milano, ed. Mondadori, 2011;
- Un colpo all'altezza del cuore, Milano, ed. Mondadori, 2012;
- Perduti tra le pagine, Milano, ed. Mondadori, 2013;
- Amen: memorie di Isacco, Cantalupa (TO), Effatà, 2014;
- La ragazza di fronte, Milano, ed. Mondadori, 2015;
- Non fa niente, Torino, Einaudi, 2017;
- La vita è un cicles, Milano, ed. Mondadori, 2018;
- Guerra e pane, Bra, ed. Slow Food, 2019;
- Il gioco delle ultime volte, Torino, Einaudi, 2021
- Brava gente, Milano, HarperCollins, 2023
- Passepartout, Napoli, Guida, 2024

## Riconoscimenti
Nel 2015, Margherita Oggero ha vinto il Premio Bancarella per il libro La ragazza di fronte.
Nel 2019 le è stato assegnato il Premio alla Carriera dal Concorso Letterario La Quercia del Myr.